# 월드 센트럴 키친 지원 호송대 공격
월드 센트럴 키친 지원 호송대 공격은 2024년 4월 1일에 발생했는데, 이스라엘 드론이 가자 지구에 있는 월드 센트럴 키친(WCK)에 속한 3대의 차량으로 구성된 호송대를 공격하여 7명의 지원자가 사망했다. 이 일꾼들은 가자 지구 북부에 있는 임시 부두에서 멀리 떨어진 창고로 식량을 옮기는 것을 감독하고 있었는데, 가자 지구는 이스라엘의 가자 전쟁 중 침공과 봉쇄로 인해 기근에 가까워졌다.
이 공격은 진행 중인 집단살해 협약 사건에 대한 국제사법재판소(ICJ)의 만장일치 판결이 내려진 지 3일 만에 발생했으며, 이스라엘은 가자로의 지원이 방해받지 않도록 보장해야 했다. 이스라엘군은 드론 조종사가 5분 만에 WCK 차량 3대에 미사일 3발을 발사했으며, 첫 번째 공격에서 살아남은 일부 생존자가 두 번째 차량에 탑승했고, 몇 분 후에 두 번째 미사일에 맞았다. 두 번째 공격에서 살아남은 일부 생존자가 세 번째 차량에 탑승했고, 세 번째 미사일에 맞았다. 7명의 구호 활동가가 모두 사망했고, 그들의 시신은 슈하다 알-아크사 병원으로 이송되었다. 그들은 호주, 영국, 팔레스타인, 폴란드, 그리고 미국-캐나다 이중 국적을 가지고 있었다.
호송대의 경로가 사전에 조정되었음에도 불구하고 이스라엘 군은 허가받지 않은 총잡이를 표적으로 삼았다고 주장했지만, 지휘관들이 그들의 위치를 잘못 파악했고, 호송대에 대한 정보를 제대로 전파하지 못했으며, 세 대의 차량을 연달아 공격함으로써 교전 규칙을 위반했다고 인정했다. 두 명의 장교가 해고되었고, 남부 사령부 사령관인 야론 핑켈만을 포함한 세 명이 더 징계를 받았다. WCK 창립자인 스페인인 셰프 호세 안드레스는 이스라엘이 고의로 호송대를 공격했다고 비난했다. 이 단체는 군이 스스로를 신뢰할 수 있게 조사할 수 없다고 주장하며 독립적인 조사를 요구했다. IDF의 심각한 실패를 지적하면서도 호주 정부 보고서는 이스라엘의 입장을 대체로 지지했다.
이 공격은 국제 사회에서 광범위한 비난을 받았고, WCK와 다른 인도주의 단체는 가자에서의 활동을 중단하게 되었다. 폴란드 주재 이스라엘 대사가 이 사건에 대해 한 발언은 두 나라 간의 외교적 말다툼으로 이어졌다. 이 사건은 다양한 논평가들로부터 이스라엘이 고의로 기아를 전쟁 무기로 사용하고 있다는 주장으로 이어졌고, 이는 전쟁 범죄이다.

## 같이 보기
- 2023년 가자 인도주의적 위기